# サトミ・ヒトミ・ユキコの何かいいことないか仔猫ちゃん
サトミ・ヒトミ・ユキコの何かいいことないか仔猫ちゃん（サトミ・ヒトミ・ユキコのなにかいいことないかこねこちゃん）は、1983年10月16日から1984年3月25日まで毎日放送（MBSラジオ）で放送されていたラジオ番組。

## 概要
当番組はサンミュージックが製作に係わった、『トキメキパジャマ MARI・NORI・AKIのドッキンタイム』（ニッポン放送、1986年4月 - 1986年10月）まで続く一連のシリーズの枠のラジオ番組の第一弾である。
当番組でエグゼクティブ・プロデューサーを務めた我妻忠義が、松田聖子のマネジャーとして『ザ・パンチ・パンチ・パンチ』（ニッポン放送）の現場に立ち会い、聖子がこの番組を卒業してからも、我妻の頭の中にはこの番組の雰囲気がイメージとして残っていたことから、このような雰囲気の番組が出来ないものかと考えて企画したものであり、このような経緯からスタートしたのが、この番組である。
パーソナリティにはサンミュージックの所属タレントの中から、この年（1983年）の11月にシングル『東京ジンタ』でレコードデビューしたばかりの滝里美、同じ1983年にサンミュージック入りしたばかりの岡田有希子、そして当時、サンミュージックタレントスクール研究生だった川久保仁美の3人が選ばれた。
当番組は毎日放送のある近畿広域圏のみでの放送だったが、北海道や九州からも全国各地からハガキが届いていたという。
当番組終了後の1984年4月9日から、放送局を毎日放送から東海ラジオに移し、サンミュージック枠のシリーズの第二弾として「奈美子・有希子・小緒里のドキドキラジオ」がスタート。当番組からはパーソナリティは岡田有希子のみ、スタッフは構成の田中のぶら多くが続投した。

## 主なコーナー
男の子・女の子 不思議コーナー
- 日頃からリスナーが知りたい異性の不思議を、3人が代表して解明してくれるコーナー。しかしエッチな内容のはがきが多く届いていたことで、3人はそうではなく、笑えるような明るい話題のはがきを希望していたという[2]。

ミニドラマ
- リスナーから台本を募集、選ばれた台本を基に3人がドラマを演じる。滝がお姉さん役、岡田が少女役、川久保が男の子役が多かった。「臭い演技が魅力」とも言われていたことがある[2]。

誰にもいえないドジコーナー
- リスナーから恥ずかしいドジ話、失敗談を募集。内容がより面白かった時には、3人からリスナーの元へ直接電話をかけてインタビューしたことがあった[2]。

マル秘・愛の告白コーナー
- 片想いで悩んでいるリスナーの、その思いを寄せている相手に向けて3人が愛の告白を代行するコーナー[2]。

3人への質問コーナー
- 3人について知りたいことを何でも募集していた[2]。